# Вулиця Йосипа Маршака
Ву́лиця Йосипа Маршака́ — вулиця у Святошинському районі міста Києва, селище Біличі. Пролягає від Бучанської до Осінньої вулиці.
Прилучаються провулки Мальовничий, Комерційний і Ювелірний.

## Історія
Вулиця виникла у 1-й половині XX століття, мала назву Лермонтовська, на честь російського поета Михайла Лермонтова. 1966 року отримала назву вулиця Маршака, на честь радянського поета Самуїла Маршака.
Сучасна назва на честь купця та мецената Йосипа Маршака — з 2022 року.

## Зображення

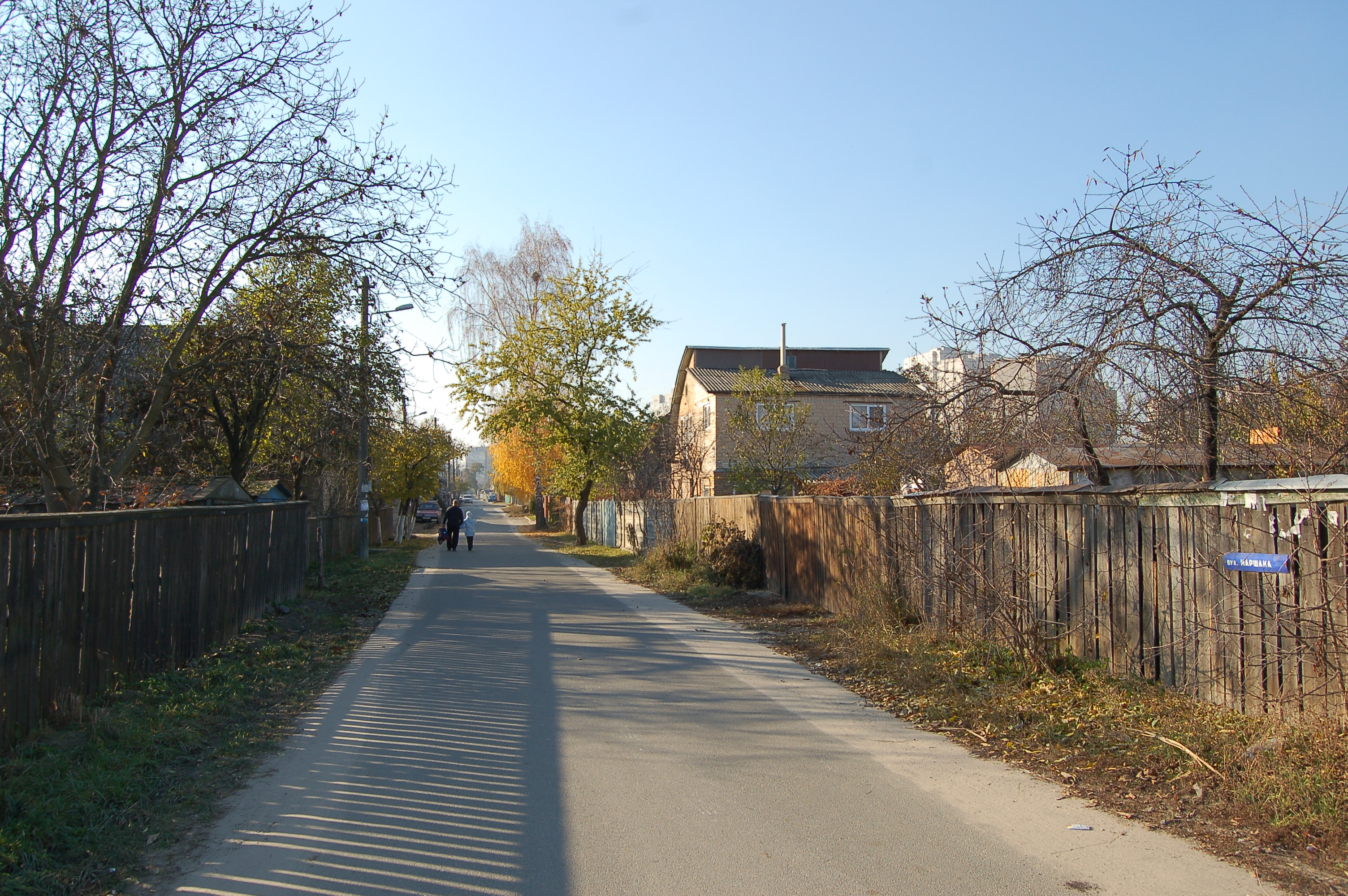
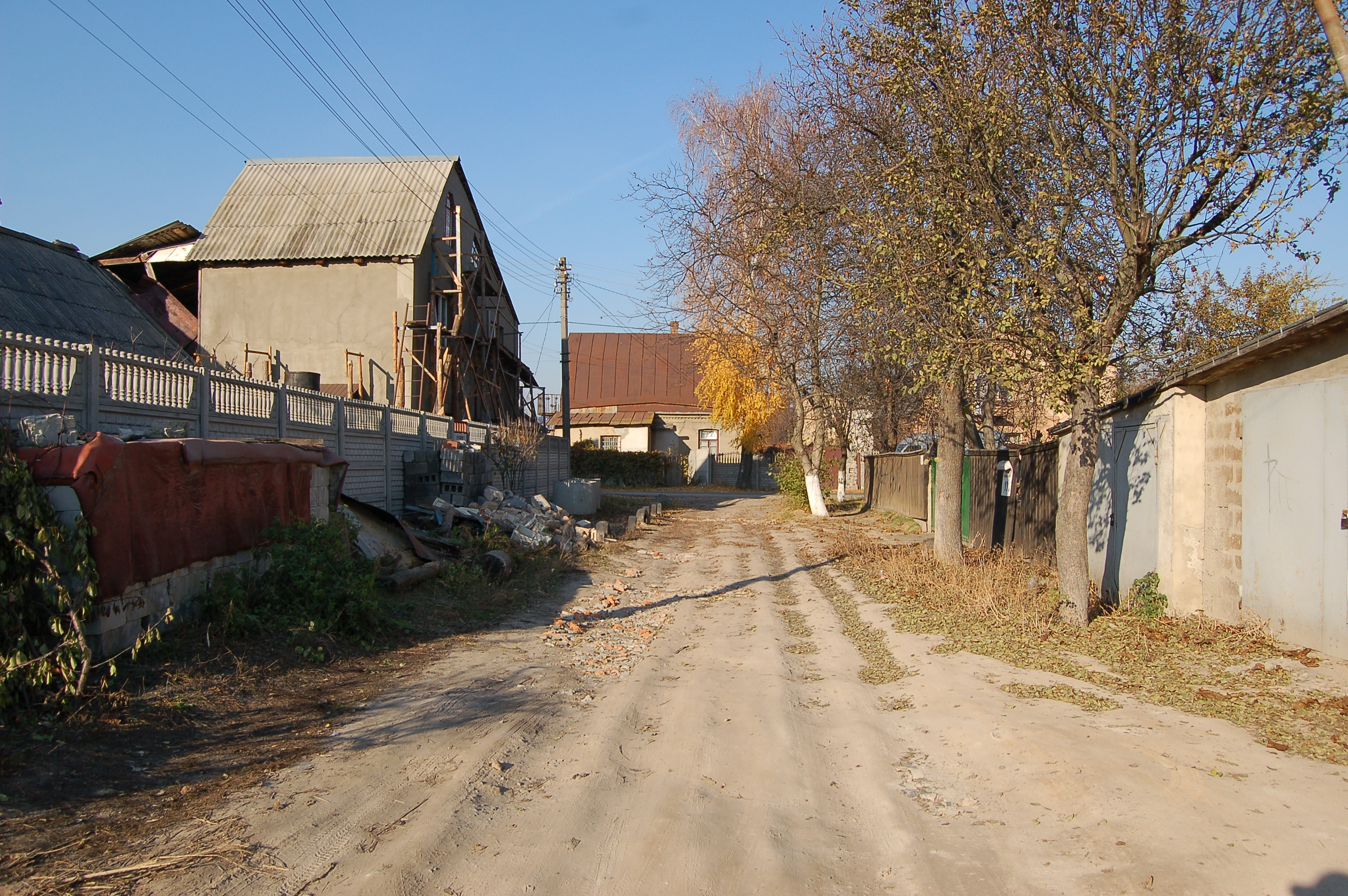
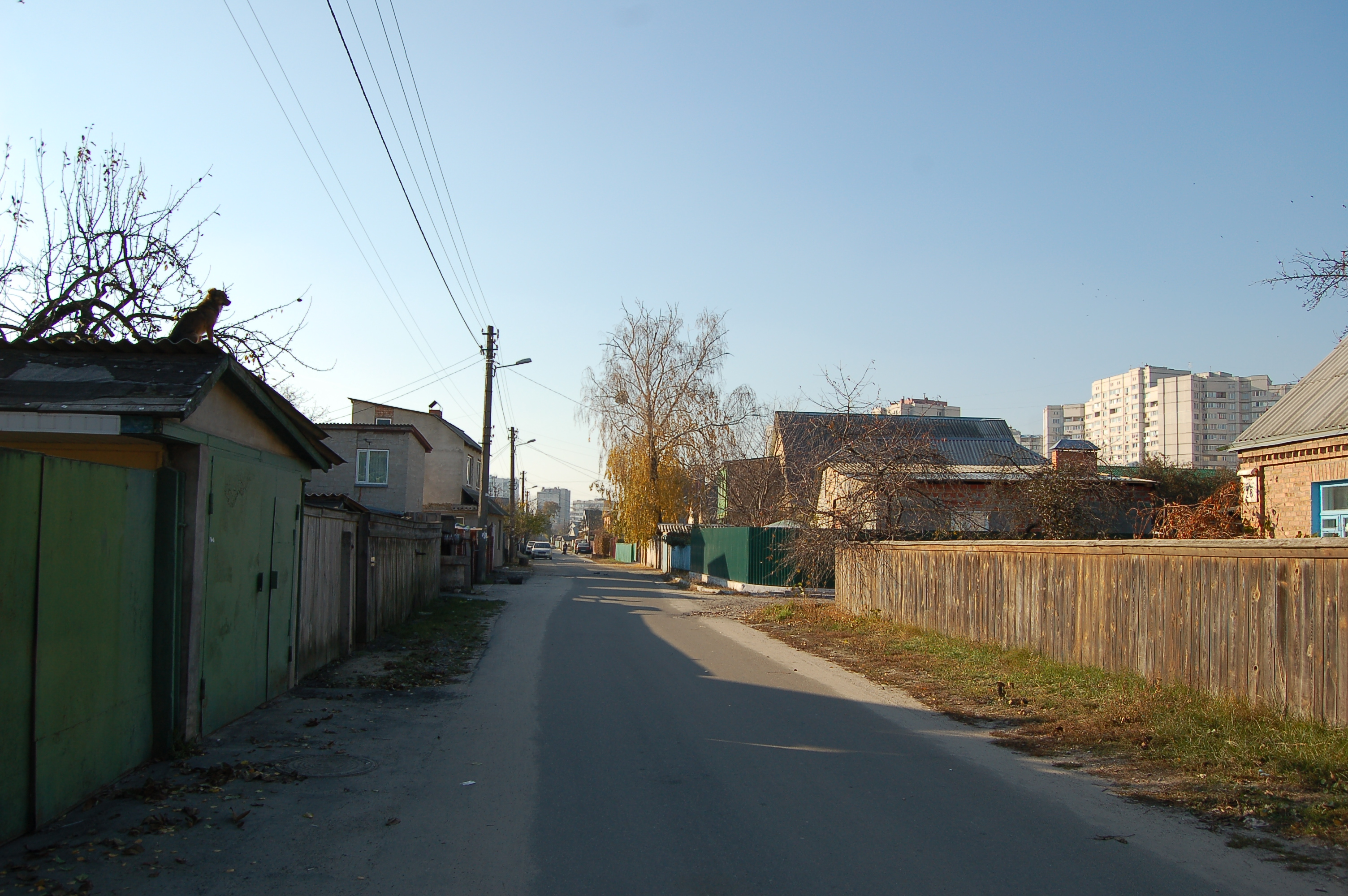
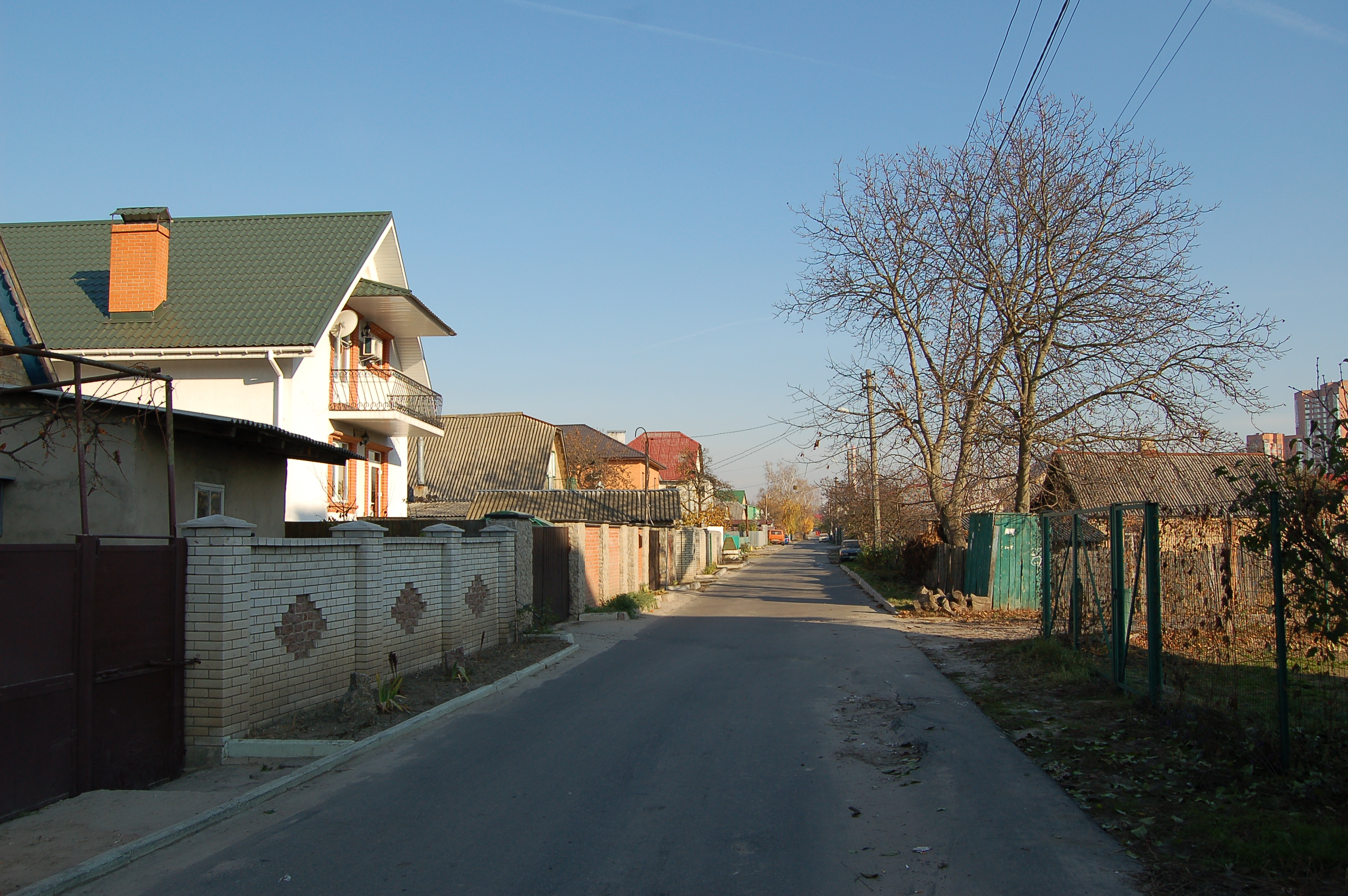